# Knautia intercedens
Knautia intercedens är en tvåhjärtbladig växtart som beskrevs av Günther von Mannagetta und Lërchenau Beck. Knautia intercedens ingår i släktet åkerväddar, och familjen Dipsacaceae. Inga underarter finns listade i Catalogue of Life.